# Acarnus tortilis
Acarnus tortilis är en svampdjursart som beskrevs av Topsent 1892. Acarnus tortilis ingår i släktet Acarnus och familjen Acarnidae. Inga underarter finns listade i Catalogue of Life.